# تاریخ فلوریدا

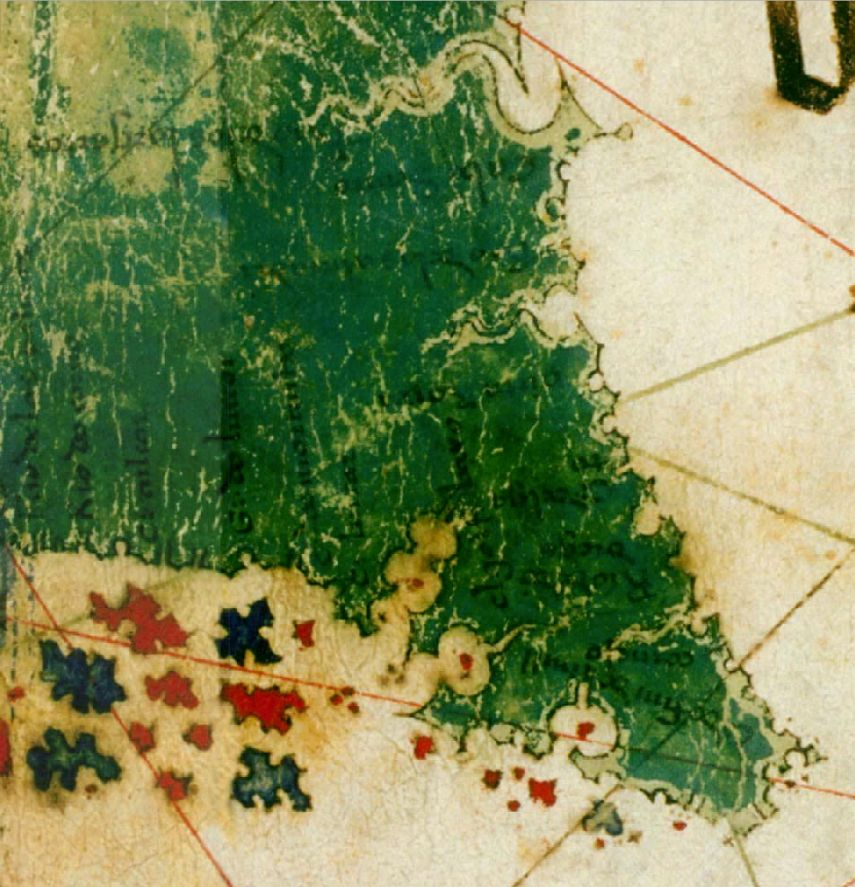
نقشه فلوریدا در سال ۱۵۰۲ میلادی

تاریخ فلوریدا (انگلیسی: History of Florida) و سرزمین فلوریدا به میلیون‌ها سال پیش بازمی‌گردد. در طول دوره مزوزوئیک، که از حدود ۲۵۲ میلیون سال پیش تا ۶۶ میلیون سال پیش را در بر می‌گرفت، فلوریدا به استثنای چند جزیره کوچک و صخره‌های کم عمق، هنوز در زیر آب فرو رفته بود.
تا پایان دوره مزوزوئیک، زمانی که مرگ دایناسورها فرصت‌هایی را برای رشد گونه‌های جدید ایجاد کرد، فلوریدا شروع به شکل‌گیری به عنوان یک خشکی کرد. با گذشت زمان، سطح دریا کاهش یافت و زمینی که اکنون فلوریدا است به آرامی از آب بیرون آمد.
با آمدن و رفتن عصر یخبندان، چشم‌انداز فلوریدا به شدت تغییر کرد. یخچال‌های طبیعی شکل گرفته و ذوب شدند و مسیرهای آبی و حیات گیاهی منطقه را تغییر دادند. ورود انسان‌ها همچنین تأثیر قابل توجهی بر تاریخ فلوریدا داشت، زیرا فرهنگ‌های بومی قبل از ورود استعمارگران اروپایی در قرن شانزدهم رشد کردند.
امروزه فلوریدا به خاطر مناظر متنوع خود از جمله سواحل، باتلاق‌ها و تالاب‌ها و میراث فرهنگی منحصر به فرد خود به عنوان دیگ ذوب فرهنگ‌ها و تأثیرات مختلف شناخته شده‌است.

در اوایل دهه ۱۹۰۰، فلوریدا هنوز عمدتاً یک ایالت روستایی بود و بیشتر جمعیت در شهرهای کوچک و جوامع کشاورزی زندگی می کردند. با این حال، در دهه ۱۹۲۰، تغییر قابل توجهی به سمت شهرنشینی رخ داد و شهرهایی مانند میامی و تامپا به سرعت شروع به رشد کردند.
در طول جنگ جهانی دوم، فلوریدا نقش حیاتی را به عنوان محل تمرین سربازان و ملوانان ایفا کرد و پایگاه های نظامی بسیاری در سراسر ایالت ایجاد شد. پس از جنگ، فلوریدا به رشد سریع جمعیت ادامه داد، زیرا مردم از سراسر کشور در جستجوی هوای گرمتر و کیفیت زندگی بهتر به ایالت هجوم آوردند.
در دهه های ۱۹۶۰ و ۱۹۷۰، فلوریدا شاهد تغییرات اجتماعی و فرهنگی قابل توجهی بود، به ویژه در زمینه حقوق مدنی و محیط زیست. این ایالت به مرکزی برای جنبش حقوق مدنی تبدیل شد و نقشی کلیدی در حذف تبعیض از مدارس و فضاهای عمومی ایفا کرد.
در دهه‌های ۱۹۸۰ و ۱۹۹۰، فلوریدا یک رونق اقتصادی بزرگ را تجربه کرد، که تا حد زیادی به دلیل رشد صنعت گردشگری بود. این ایالت همچنین به کانون بازنشستگان تبدیل شد و بسیاری از جوامع بازنشستگی جدید در سراسر ایالت ساخته شدند.
امروزه، فلوریدا یکی از ایالت های با سرعت در حال رشد در کشور است، با جمعیتی متنوع و اقتصاد قوی. این ایالت خانه صنایع بزرگی مانند گردشگری، کشاورزی و هوافضا است و به خاطر سواحل زیبا، آب و هوای گرم و فرهنگ پر جنب و جوش معروف است.

## سالشمار
تاریخ فلوریدا به بیش از ۱۲۰۰۰ سال پیش بازمی‌گردد، زمانی که قبایل بومی آمریکا مانند کالوسا و تکستا در این منطقه ساکن بودند. با این حال، در اینجا مروری کوتاه بر تاریخ این ایالت از ۲۰۰۰ سال پیش تا امروز است:
- در دهه ۱۵۰۰، کاوشگر اسپانیایی خوان پونس د لئون اولین اروپایی بود که از فلوریدا دیدن کرد و در نزدیکی سنت آگوستین کنونی فرود آمد.
- در طول دهه ۱۷۰۰، فلوریدا توسط اسپانیایی‌ها، بریتانیایی‌ها و فرانسوی‌ها مستعمره شد و همچنین بهشت دزدان دریایی بود.
- در سال ۱۸۲۱ فلوریدا توسط ایالات متحده از اسپانیا خریداری شد.
- در اواخر دهه ۱۸۰۰، فلوریدا با هجوم گردشگران ثروتمند شمالی به آب و هوای گرم و زیبایی طبیعی این ایالت، رونق زمین را تجربه کرد.
- در اوایل دهه ۱۹۰۰، فلوریدا به یک مقصد زمستانی محبوب برای آمریکایی‌ها و اروپایی‌های ثروتمند تبدیل شد و شهرهایی مانند میامی، پالم بیچ و ساراسوتا رونق گرفتند.
- در طول جنگ جهانی دوم، فلوریدا یک مرکز آموزشی کلیدی برای سربازان آمریکایی بود.
- در دهه‌های ۱۹۵۰ و ۱۹۶۰، با نقل مکان بازنشستگان و خانواده‌های جوان به ایالت، جمعیت فلوریدا افزایش یافت. در همین حال، Walt Disney World در اورلاندو افتتاح شد و عصر جدیدی از گردشگری را آغاز کرد.
- در دهه‌های ۱۹۸۰ و ۱۹۹۰، بازار املاک فلوریدا رونق گرفت، اما پس از آن در اواخر دهه ۲۰۰۰ در طول رکود بزرگ سقوط کرد.